# Ретес, Игнасио
Хосе Игнасио Ретес Гевара (исп. José Ignacio Retes Guevara, 13 ноября 1919, Мехико, Мексика — 23 апреля 2004, там же) — мексиканский актёр, режиссёр-постановщик и сценарист, преподаватель курсов актёрского мастерства, основатель театра в Мехико.

## Биография
Родился 13 ноября 1919 года в Мехико. С детства любил сочинять рассказы и фельетоны, чуть позже свои книги он отдавал в печать, и труды автора каждый раз были вознаграждены. В 1930-х годах он заявил своим родителям, что очень хочет стать известным писателем не только Мексики, но также покорить все страны мира, параллельно сочиняя сценарии для кино. Из-под его пера вышло больше 300 книг и 50 оригинальных сценариев для кино. Из них он смог поставить лишь 5 своих кинороманов — 2 оригинальных и 3 адаптированных. На экранизацию остальных кинороманов у него не хватило времени и сил, т.к он был занят в нескольких жанровых направлениях в кинематографе. В мексиканском кинематографе дебютировал в 1947 году в качестве сценариста (фильм — Albur de amor), а в 1951 году — в качестве актёра (Донья Перфекта). Всего он принял участие в работе над 54 фильмами в качестве актёра, режиссёра-постановщика и автора сценария. Сыграл роль Абеля Замбрано в сериале «Просто Мария», ставшем популярным в России в начале 90-х годов.
Скончался 23 апреля 2004 года в Мехико.

## Фильмография

### Сценарист
- 1947 — Albur de amor — оригинальный текст
- 1978 — Бумажные цветы — либретто
- 1979 — Разорванный флаг — либретто
- 1985 — Путешествие в рай — либретто
- 1989 — Обнажённый город — оригинальный текст

### Режиссёр
- 1985 — Путешествие в рай

### Актёр

##### Золотой век мексиканского кинематографа
- 1951 — Донья Перфекта — Хасинтито
- 1951 — Они говорят, что я — коммунист — Франсиско (в титрах не указан)

##### Фильмы последующих лет
- 1971 — Изверги
- 1976 — Чин, Чин Тепорочо
- 1977 — Военный мятеж — полковник Ребельде
- 1977 — Божественная Каста — дон Эмилио
- 1978 — Xoxontla (не переводится) — Синодаль
- 1978 — Новый мир
- 1978 — Бумажные цветы
- 1979 — Разорванный флаг
- 1979 — El Tahur (не переводится) (Мексика-Испания)
- 1979 — Вдова Монтьель
- 1979 — Тётя Алехандра — доктор
- 1979 — Год чумы — доктор Марио Серменьо
- 1980 — La sucesion (не переводится)
- 1981 — Чин тьмы
- 1981 — Страшный ад для всех
- 1981 — Портрет замужней женщины — отец Ирене
- 1982 — Летающие пони
- 1984 — Загадка уединённого мотеля — Кордова, крёстный отец
- 1984 — Судьба боксёра — Старик в здании
- 1985 — Потерпевшие в Лигурии — Эмилио Альбани
- 1986 — Пираты, или Потерпевшии на «Лигурии»-2 — Эмилио Альбани
- 1986 — Империя судьбы — дон Хиль
- 1987 — Мариана, Мариана — психиатр#2
- 1992 — Модели — Басилио
- 1997 — Эсмеральда приходит по ночам — дон Грегорио, отец Эсмеральды
- 1999 — Сладкий запах смерти — Марселино
- 2004 — Невинные голоса — дон Чико (в титрах не указан; последняя работа актёра)

#### Сериалы и теленовеллы

##### Televisa
- 1986 — Падре Гальо — Фабиан
- 1989 — Карусель
- 1989—1990 — Просто Мария — дон Абель Самбрано (дубл. Юрий Меншагин)
- 1992 — Ангелы без рая